# Cédric Fèvre-Chevalier
Cédric Fèvre-Chevalier, né le 1er novembre 1983 à Fontaine-lès-Dijon, est un tireur sportif handisport français médaillé d'or aux Jeux paralympiques d'été de 2012 à Londres. Il est sélectionné dans l'équipe de France  aux  Jeux paralympiques d'été de 2016 à Rio.

## Carrière
Cédric Fèvre-Chevalier est sacré champion paralympique et recordman du Monde de tir en carabine R3 à 10 mètres couché dans la catégorie SH1 aux Jeux paralympiques d'été de 2012 à Londres.

## Distinctions
- Chevalier de la Légion d'honneur en 2013[3]